# 최원유
최원유는 2008년도 제 32회 대학가요제에서 금상을 수상하였다.

## 대표작
- 2008 대학가요제 금상 수상 '한참동안'

## 관련 기사
- 지형준 기자 (2008년 10월 5일). “대학가요제 금상 최원유, 감미로운 무대”. 뉴스엔.